# Casian, Constanța
Casian este un sat în comuna Grădina din județul Constanța, Dobrogea, România. La recensământul din 2002 avea o populație de 28 locuitori. În trecut se numea Șeremet/ Șeramet.